# Gustav Renker
Gustav Renker (* 12. Oktober 1889 in Wien; † 23. Juli 1967 in Langnau im Emmental, Schweiz) war ein deutschsprachiger Journalist und Schriftsteller, der für seine Berg- und Heimatromane bekannt war.

## Leben
Als Kind des Zürchers Heinrich Martin Renker und der Wienerin Maria Katharina Schimmer wuchs Renker in Bodensdorf (Ortschaft von Steindorf am Ossiacher See) auf und besuchte das Gymnasium in Villach. Schon als Schüler schrieb er für die Villacher Zeitung. Im Wintersemester 1908/09 studierte er an der Bergakademie in Leoben und wurde 1908 Ehrenbursch der Burschenschaft Cruxia Leoben. Ab 1909 studierte er in Wien Philologie, Musik und Musikgeschichte. Er besuchte die Wiener Musikakademie und erwarb 1912 das Kapellmeisterdiplom. Er wurde 1913 mit der Arbeit Der Wiener Sepulcro zum Dr. phil. promoviert. Nach seinem Studium war er in Wien, Graz und Nürnberg als Kapellmeister und Komponist tätig, ehe er sich in den zwanziger Jahren dem Journalismus zuwandte. 1918 heiratete er Margarete Helene Schulzke.
Als Schriftsteller wurde er erstmals durch einen Bericht über seine alpinistischen Erlebnisse im Ersten Weltkrieg bekannt. Literarisch hatte Renker bereits 1918 mit dem Roman Als Bergsteiger gegen Italien debütiert, in welchem er seine Erlebnisse im Ersten Weltkrieg schilderte. Diesem Erstling folgten über fünfzig Berg- und Heimatromane.
Renker wurde Redaktor in Wien, Hamburg und Bern. Von 1919 bis 1929 war er Redaktor des Berner Tagblatts in Bern. Von 1929 bis 1931 lebte er als freier Schriftsteller in Kärnten. Nach einer kurzen Phase als freier Schriftsteller liess er sich definitiv in der Schweiz nieder und übernahm 1931 die Chefredaktion des Emmenthaler Blatts in Langnau im Emmental, eine Stelle, die er bis 1945 innehatte. 1943 schrieb er das Buch Bienlein und seine Tiere, das er seiner Tochter Verena widmete.
Ein Teilnachlass Renkers (eine Archivbox mit Korrespondenzen und Fotos) befindet sich im Kärntner Literaturarchiv.

## Literarisches Schaffen
Renker veröffentlichte über sechzig Romane, die meisten davon Heimatromane, wie Schicksal in der Nordwand (1938) oder Schrattenfluh (1940). Dazu zählen auch Erzählungen und Erlebnisberichte, unter anderem von seinen Reisen in Europa und Nordafrika. Renker verfasste auch einige selbstkomponierte und selbst getextete Lieder; eines seiner bekanntesten Lieder ist Du liebes, altes Bern von 1925.

«Renker war einer der meistgelesenen Heimatautoren im deutschsprachigen Raum. Seine Werke sind der antimodernen Provinzliteratur der Zwischenkriegszeit zuzuordnen. Obwohl in der Thematik monoton bleibend, verfügte Renker über einen sicheren und soliden Schreibstil, der zwar etwas romantisierend wirkt, jedoch durch seinen Instinkt für spannende Handlungsabläufe aufgewertet wird.»

 Seine Stoffe wurden wiederholt verfilmt.
Neben seinen Heimat- und Bergromanen hat Gustav Renker eine Reihe phantastischer Romane und Kurzgeschichten verfasst, die teilweise in der alpinen Bergwelt, teilweise in für die damalige Zeit exotischen Gefilden (Afrika, Asien) spielen. Dabei behandelt er das Atlantis-Motiv (Das geheimnisvolle Schiff) ebenso wie die seinerzeit in Mode befindliche Hohlwelttheorie (Das Geheimnis des Simon Hard) und das in der Romantik beliebte Motiv des auf magische Kräfte vertrauenden Künstlers (Die wandelnde Flamme).
Auffallend bei Renker ist der – für deutschsprachige phantastische «Populär»-Autoren der ersten Hälfte des 20. Jahrhunderts eher ungewöhnliche – Pazifismus: der Krieg wird als «irrsinniger Taumel von Patriotismus und Hass» bezeichnet (Zitat aus Der Herold des Todes, 1923).
Sein Bergkrieg. Kriegstagebuch eines Bergsteigers wurde in der DDR auf die Liste der auszusondernden Literatur gesetzt.

## Ehrungen
- 1946: Ehrengabe des Schweizer Schillerpreises
- 1946: Literaturpreis der Stadt Bern
- 1959: Literaturpreis der Stadt Bern

In Villach wurde die Gustav-Renker-Strasse nach ihm benannt.

## Werke
- Als Bergsteiger gegen Italien. W. Schmidkunz, München 1918.
- Einsame vom Berge. Dreiländerverlag, München/Wien/Zürich 1919.
- Der Abend des Herrn Bieler. Wiener Literarische Anstalt, Wien/Berlin 1921.
- Heilige Berge. Grethlein & Co., Leipzig/Zürich 1921.
  - Verfilmung Der heilige Berg (1926)
- Bauernnot. Grethlein & Co., Leipzig/Zürich 1922.
- Der Herold des Todes. Ein phantastischer Roman. Gretlein & Co., Leipzig/Zürich 1923.
- Die Kinder vom Rosengarten. Eine Erzählung aus Bern. C. Flemming & C./T. Wiskott, Berlin 1923.
- Musikalische Charakterköpfe. Buchdruckerei Berner Tagblatt, Bern 1923.
- Irrlichter. Seltsame Geschichten. Grethlein & Co., Leipzig/Zürich 1924.
- Die Hospizwirtin. C. Flemming & C./T. Wiskott, Berlin 1924.
- Der teuflische Torwart: Roman aus den Kärntner Bergen. Bergstadtverlag, Breslau 1925.
- Das Volk ohne Heimat. L. Staackmann. Leipzig 1925.
- Der See. L. Staackmann. Leipzig 1926.
- Der sterbende Hof. L. Staackmann, Leipzig 1927 (vielleicht Originalausgabe von 1923).
- Der Flieger. L. Staackmann, Leipzig 1928.
- Der Abend des Heinrich Biehler. F. Reinhardt, Basel 1928.
- Dämonen der Höhe. Verlag der Gesellschaft deutscher Literaturfreunde, R. Markiewicz, Berlin 1928.
- Geschichten aus dem Wald. F. Reinhardt, Basel 1928.
- Berner Novellen. F. Reinhardt, Basel 1929.
- Der Hexenvogt. F. Reinhardt, Basel 1929.
- Die Stadt der Jugend. L. Staackmann, Leipzig 1929.
- Bergkristall. F. Reinhardt, Basel 1930.
  - Verfilmung Das blaue Licht (1932)
  - Übersetzungen: Französisch: La lueur bleue («Das blaue Leuchten»), Genf 1942; Niederländisch: Bergkristal; Spanisch: Luz azul.
- Der Kampf mit dem Gletscher. F. Reinhardt, Basel um 1930.
- Feuer im Osten. L. Staackmann, Leipzig 1930.
- Symphonie und Jazz. L. Staackmann, Leipzig 1931.
- Das verlorene Tal. F. Reinhardt, Basel 1931.

- Verfilmung Das verlorene Tal 1934

- Die Leute im Stein. Verein für Verbreitung guter Schriften, Basel 1931.
- Der pochende Berg. Erzählungen. Verlag ‹Das Bergland-Buch›, Graz 1931.
- Die Flucht des Klaus Balmer. F. Reinhardt, Basel 1932.
- Die Lawine von Faldum. F. Reinhardt, Basel 1932.
- Das Tier im Sumpf. Ein Roman aus Afrika. L. Staackmann, Leipzig 1932.
- Finale in Venedig: Ein Richard Wagner Roman. L. Staackmann, Leipzig 1933.
- Die Hirten von Rocca. Aus dem Tagebuch des Pfarrers Johannes Sartoris. F. Reinhardt, Basel 1933.
- Pfarrfrau Johanne. C. Bertelsmann, Gütersloh 1933.
- Der Heimliche im schwarzen Grund. Erzählungen. Verlag ‹Das Bergland-Buch›, Graz 1934.
- Der Kampf mit dem Gletscher. F. Reinhardt, Basel 1934.
- Die Mooshüttenleute. C. Bertelsmann, Gütersloh 1934.
- Ein Schiff steuert in die Urzeit. H. Burmester, Bremen 1934.
- Dichter um Heinrich Mark. F. Reinhardt, Basel 1935.
- Das stille Land. Eine Soldatengeschichte. F. Reinhardt, Basel 1935.
- Dämon Berg. Verlag Styria, Graz/Leipzig/Wien 1935.
- Fünf Männer bauen einen Weg. Ein Alpenroman. Ph. Reclam jun., Leipzig 1935.
- Der grosse Winnetou. C. Bertelsmann, Gütersloh 1935.
- Die Liebe des Junkers Cyrill. C. Bertelsmann, Gütersloh 1935.
- Bergkrieg. Kriegstagebuch eines Bergsteigers. Verlag Styria, Graz/Leipzig/Wien 1936.
- Franzosengold. Ein Alpenroman. F. Reinhardt, Basel 1936.
- Vogel ohne Nest. L. Staackmann, Leipzig 1936.
- Der Herr der wilden Reiter. Eine Pizarro-Chronik aus alter Zeit. Verlag ‹Das Bergland-Buch›, Salzburg/Wien/Leipzig 1937.
- Die wandelnde Flamme. Verlag ‹Das Bergland-Buch›, Salzburg/Wien/Leipzig 1937.
- Ruf aus dem Karst. Keil 1937, Berlin.
- Das Dorf ohne Bauern. Roman aus der Kärntner Franzosenzeit. 1938.
- Die Stadt in der Wüste. Abenteuer-Roman. Verlag ‹Das Bergland-Buch›, Salzburg/Wien/Leipzig 1938.
- Schicksal in der Nordwand. Keil Verlag, Berlin 1938.
- Die Frau im Eis. F. Reinhardt, Basel 1938.
- Wanderer im Bergland. L. Staackmann, Leipzig 1939.
- Stunden der Gefahr. Verlag ‹Das Bergland-Buch›, Salzburg/Wien/Leipzig 1939.
- Schrattenfluh. F. Reinhardt, Basel 1940.
- Frau Beate und ihr Kind. F. Reinhardt, Basel 1941.
- Der Weg über den Berg. F. Reinhardt, Basel 1942.
- Die Musik des Mönches. Das Rätsel des grünen Hauses. E. A. Hofmann, Zürich-Zollikon 1942.
- Nordische Legende. Die Geschichte einer grossen Liebe. E. A. Hofmann, Zürich-Zollikon 1942.
- Flug ins Schicksal. Novelle. P. Reclam jun., Leipzig 1942.
- Das Geheimnis des Simon Hard. Ein phantastischer Roman. E. A. Hofmann, Zürich-Zollikon 1943.
- Bienlein und seine Tiere. F. Reinhardt, Basel 1943.
- Schicksal am Piz Orsalia. Falken-Verlag, Zürich 1945.
  - Französisch: Aux flancs du Pic Orsalia. Jeheber, Genf/Paris 1946.
  - Neuauflage 2016 Edition Mordstage Bern (mit Bibliographie aller Erstausgaben).
- Das Lied der Liebe. Roman von der Treue eines Mannes. Falken-Verlag, Zürich 1946.
- Die goldene Orgel. F. Reinhardt, Basel 1947.
- Arosa nimmt – Arosa gibt. Ex Libris, Zürich 1948.
- Der Herold des Todes. Ein phantastischer Roman. A. Scherz, Bern 1948.
- Der Mönch von Ossiach. J. Baier, Villach 1948.
- Die rauchende Wand. Ein Roman von Bergen und Jagd. J. Baier, Villach 1948.
- Tossi, eine Familien- und Tiergeschichte. F. Reinhardt, Basel 1948.
- Das geheimnisvolle Schiff. Ein utopischer Roman. Verlag ‹Das Bergland-Buch›, Salzburg 1949.
- Wärterhaus 11. Ein Roman um die Lötschbergbahn. F. Reinhardt, Basel 1950.
- Abenteuer in Albanien. Verlag ‹Das Bergland-Buch›, Salzburg 1951.
- Vogel ohne Nest. E. Albrecht, Wien 1951.
- Der Wilde von Cazün. F. Reinhardt, Basel 1951.
- Aus Federfuchsers Tintenfass. Ernstes und heiteres aus dem Journalistenleben. Gute Schriften, Bern 1951.
- Das grüne Königreich. E. Albrecht. Wien 1952.
- Das Jägerblut. Ein Kärntner Roman. E. Albrecht, Wien 1952.
- Das Mädchen mit dem Adler. W. Andermann, Wien 1952.
- Tiergeschichten. Scherz, Bern 1952.
- Den Bergen verfallen. F. Reinhardt, Basel 1953.
- Die Leute vom Fischerhaus. F. Reinhardt, Basel 1953.
- Berge im Abendlicht. E. Albrecht, Wien 1953.
- Das Rätsel von Ayesa. Abenteuer-Roman. Verlag ‹Das Bergland-Buch›, Salzburg 1954.
- Höllriegel. Die Geschichte einer Jagdhütte. E. Albrecht, Wien 1954.
- Die blauen Männer von Cimolan. A. Scherz, Bern 1954.
- Der verschwundene See. F. Reinhardt, Basel 1955.
- Was der alte Teppich erzählte. F. Reinhardt, Basel 1955.
- Der Teufel von Saletto. E. Albrecht, Wien 1956.
- Jan und Vitus. Ein Bärenroman aus dem wilden Karst. Hubertusverlag, Wien 1956.
- Vermisst wird im Gebirge. A. Scherz, Bern 1956.
- Der Kampf mit dem Gletscher. Keysersche Verlagsbuchhandlung, Heidelberg 1956.
- Berg der Einsamen. Alpenroman. Keysersche Verlagsbuchhandlung, Heidelberg 1957.
- Der unheimliche Berg. Keysersche Verlagsbuchhandlung, Heidelberg 1957.
- Licht im Moor. Die Aufzeichnungen des Lehrers Hans Brügger. F. Reinhardt, Basel 1957.
- Grosse Berge, kleine Hütten. Erlebtes und Geschautes. Bassermann, München 1960.
- Fische fallen vom Himmel. BLV Verlagsgesellschaft, München/Bonn/Wien 1961.
- End’ der Welt. E. Albrecht, Wien 1963.
- Wölfe in Waidegg. Pertrei, Maria-Rain 1963.
- Acht Hunde und mehr. Ott, Thun/München 1965.
- Verkanntes Schlangenvolk. Abenteuer und Erfahrungen. Adolf Sponholz, Hannover 1966.

## Verfilmungen
- Das blaue Licht. 1932 (nach Renkers Roman Bergkristall)
- Das verlorene Tal. 1934